# Диджипак

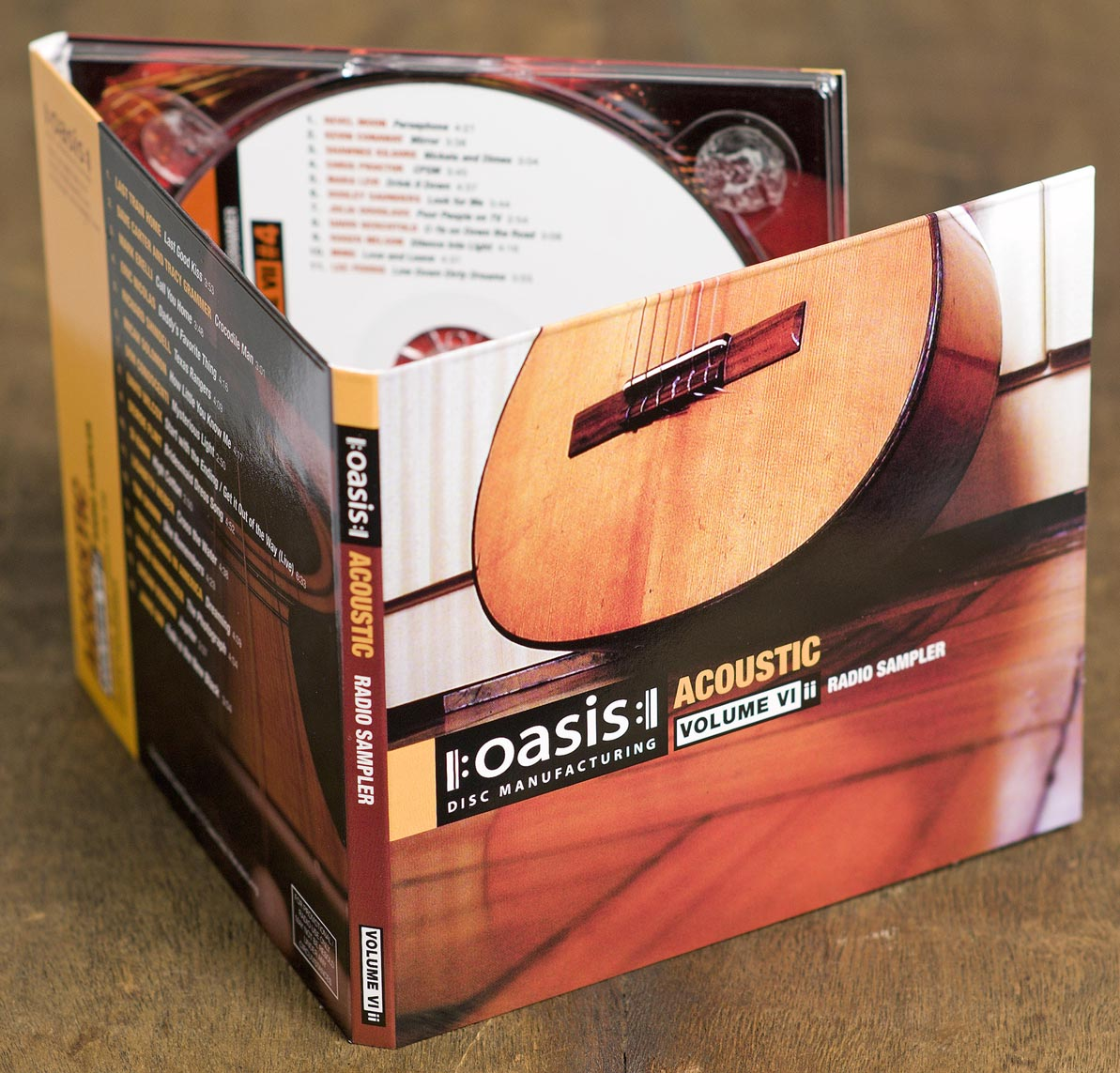
Шестисторонній диджипак із лотком на правій панелі та прозорим блискучим ультрафіолетовим покриттям.

Диджипак (англ. digipak) — це запатентований стиль упакування для дисків CD, DVD або BD. Він також є зареєстрованою торговою маркою компанії AGI-Shorewood (LLC), яка належить до холдингу Atlas Holdings. Диджипак зазвичай виготовляється з міцного картону, який складається як книжка, хоча може мати і більше згинів та більше панелей. До внутрішньої сторони прикріплюється один або більше дискових лотків («треїв»).

## Особливості
Оскільки диджипаки були серед перших альтернатив пластиковим упаковкам для дисків, які стали використовувати відомі компанії звукозапису, і оскільки не існує іншої, узагальненішої назви для упакувань, виготовлених іншими компаніями, на подобу диджипаку — термін «диджипак» (англ. "Digi-Pak") часто вживають як загальне поняття, навіть якщо упаковка диска має форму конверта, або має м'який внутрішній шар (англ. "Soft Spot") для зберігання диска неушкодженим. Такий спосіб вживання дає змогу відрізняти всі інші види упакувань від типового сіді-бокса із суцільного пластику.
Стиль диджипак-упакувань часто використовується для видань CD-синглів або спеціальних видань CD-альбомів, а високий DVD-диджипак (DVDigipak) використовують як преміум-упаковку для окремих дисків DVD або для їх наборів. Такий тип упакувань вразливіший до механічного зношування ніж пластикові упаковки, тому на ньому досить швидко проявляються ознаки пошкоджень. Ліцензовані виробники диджипаків, такі як американська компанія-друкар та реплікатор оптичних дисків — Oasis Disc Manufacturing — рекомендують покривати «сиру» видрукувану паперову обкладинку захисним прозорим ультрафіолетовим покриттям, що забезпечить довший термін служби.
Хоча диджипак має менше шансів тріснути чи поламатися, аніж пластиковий бокс, лоток для диска всередині упакування (а саме — «зубці» втулки, на якій утримується диск) все-таки залишається досить крихким і може поламатися, якщо з упаковкою щось трапиться. Тим паче, лоток для диска має паперове днище, тож диск захищений досить слабо. Стиль диджипакових упакувань здобув досить широку популярність серед лейблів звукозапису та різних композиторів на початку 2000-х.

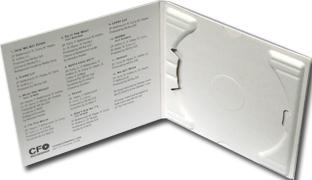
Диджипак із дисковим лотком, виготовленим із переробленої сировини, а саме — цукрової тростини.

Виробники проводили пошуки для послаблення шкідливого впливу на довкілля та покращення функціональності за допомогою додавання перероблених відходів до складу речовини, з якої виробляються лотки; один виробник навіть оголосив про випуск диджипака із пластиковим лотком, на 100% виготовленим із перероблених відходів — пластикових пляшок, що, до того ж усуває потребу використання крихких «зубців». Інший виробник пішов ще далі, цілковито усунувши пластиковий лоток і замінивши його паперовим, виготовленим із цукрової тростини та яєчного картону. Багато друкарів також використовують або перероблені відходи, або стабільний матеріал для виробництва картону.
Дехто критикує диджипаки за схильність до деформацій та нечитабельність корінців (внаслідок зношування).

## Історія
Початково торгова марка Digipak була власністю компанії IMPAC Group, Inc. Управління компанією перейняли MeadWestvaco (MWV) у 2000 році і включили її до свого відділу AGI Media. Вслід за цим здобутком, назва «диджипак» та його дизайн почали використовувати та ліцензувати виробники по цілому світі. MWV продала AGI Media холдингу Atlas Holdings у 2010 році. В 2012, Atlas викупили Shorewood Packaging у компанії International Paper і об'єднали дві свої новопридбані компанії у єдину — AGI-Shorewood.